# Sea Killer
Die Sea Killer war ein Seezielflugkörper aus italienischer Produktion. Das System diente primär zur Bekämpfung von kleinen Überwasserschiffen in küstennahen Gewässern.

## Entwicklung
Im Jahr 1963 wurde bei Contraves Italiana SPA mit der Entwicklung unter der Bezeichnung Nettuno begonnen. Der erste Prototyp war 1966 bereit und wurde zu Testzwecken auf dem Patrouillenboot P 493 Freccia installiert. Im Jahr 1967 wurde Contraves Italiana von Sistel (Sistemi Elettronici) übernommen. Diese begannen, basierend auf der Nettuno, mit der Entwicklung einer Lenkwaffe mit größerer Reichweite. Diese Rakete trug die Bezeichnung Vulcano. Im Jahr 1969 waren beide Modelle einsatzbereit und wurden nun unter der Bezeichnung Sea Killer Mk. 1 und Sea Killer Mk. 2 auf dem Exportmarkt angeboten. Von den Sea Killer-Lenkwaffen war Italien aber wenig begeistert, so dass für die die Marina Militare keine Serienproduktion zustande kam. Insgesamt wurden rund 120 Raketen für den Exportmarkt produziert. Die Sea Killer bildete die Grundlage für die spätere Marte-Lenkwaffe.

## Technik

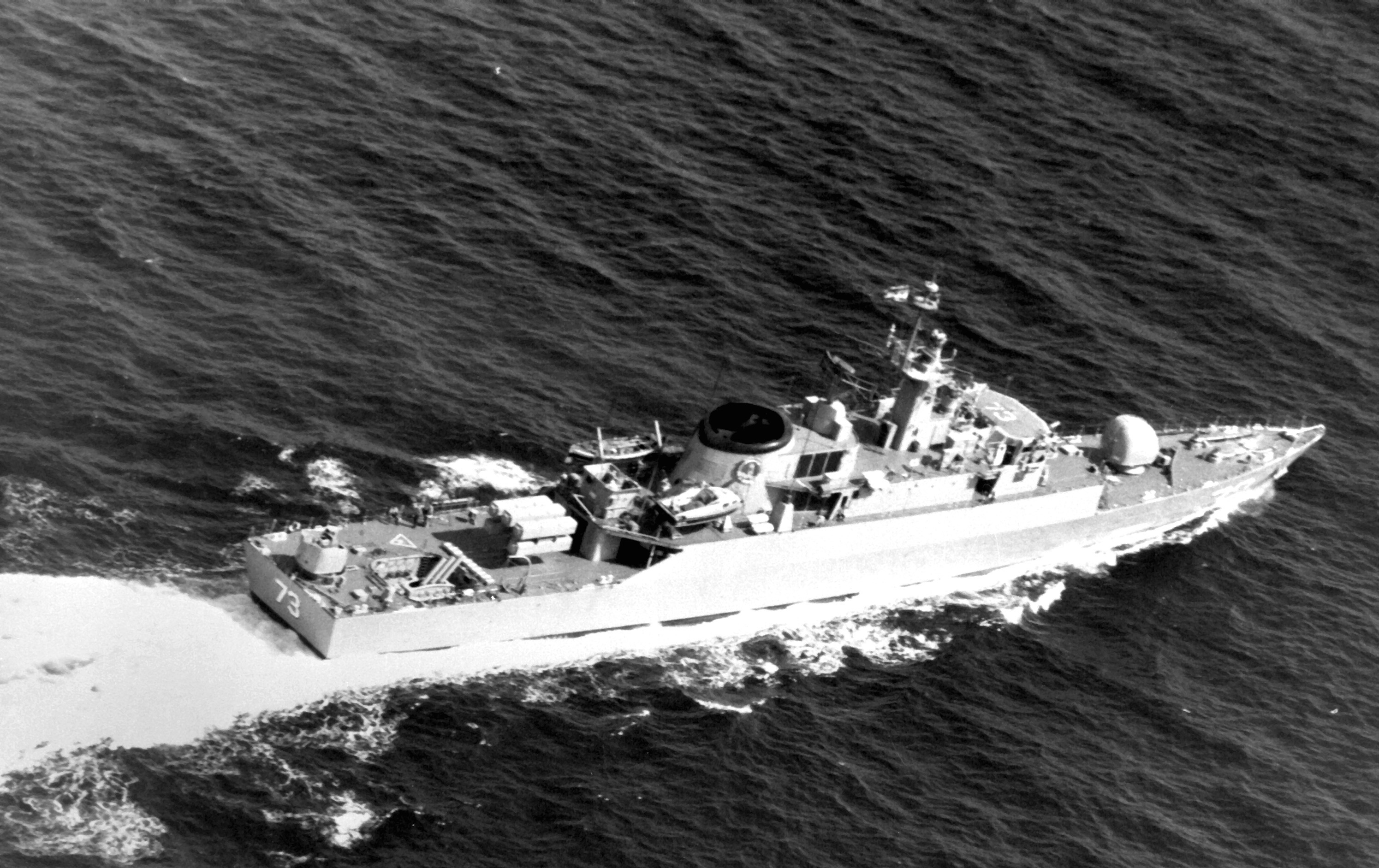
Die iranische Fregatte IS Sabalan (F-73) mit fünf Sea Killer Mk. 2

Die Sea Killer wurde in wasserdichten, quadratischen Abschusskanistern aus Aluminium auf dem Schiffsdeck installiert. Die Abschusskanister waren entweder starr montiert oder auf einem Drehgestell untergebracht. Auf dem Drehgestell konnten bis zu fünf Abschusskanister montiert werden, welche in einer Elevation von 0–30° angestellt werden konnten.
Die Sea Killer-Lenkwaffen hatten einen schlanken, zylinderförmigen Rumpf. Dieser war in drei Sektionen aufgeteilt: Hinter der Lenkwaffenspitze befinden sich der panzerbrechende Gefechtskopf mit dem Zünder. Hinter dem Gefechtskopf waren der Höhenmesser, die Batterien für die Stromversorgung, die Aktuatoren sowie ein Stromwender und das Gyroskop platziert. Dahinter folgte das SEP 300-Feststoffraketentriebwerk. Dieses entwickelte einen Schub von 0,98 kN und hatte eine Brenndauer von 73 Sekunden. Bei der Ausführung Sea Killer Mk. 2 war am Lenkwaffenheck zusätzlich ein SEP 299-Raketenbooster mit einer Länge von 1,08 m angebracht. Dieser entwickelte einen Schub von 39,2 kN und hatte eine Brenndauer von 1,6 Sekunden. Im hinteren Bereich des Flugkörperrumpfs waren vier trapezförmige Steuerflächen und im mittleren Bereich vier trapezförmige Stabilisierungsflächen angebracht. An den Stabilisierungsflächen waren die Radarempfänger montiert.
Vor dem Lenkwaffenstart musste das Ziel visuell oder mit dem Radar erfasst werden. Bei der Sea Killer Mk. 1 wurde das Contraves Sea Hunter 2 und bei der Sea Killer Mk. 2 das Radar ADT Sea Hunter 4 zum eingesetzt. Letzteres arbeitete im J/I-Band und verwendete zwei Radarantennen. Der Lenkwaffenstart erfolgte aus den Abschusskanistern. Während dies bei der Sea Killer Mk. 1 mit dem Feststoffraketentriebwerk geschah, erfolgte der Start der Sea Killer Mk. 2 mit dem Raketenbooster. Dieser wurde nach dem Ausbrennen abgeworfen und das Feststoffraketentriebwerk zündete. Nach dem Start wurde die Lenkwaffe durch das Radar erfasst und verfolgt. Um den Flug zu stabilisieren, wurde die Lenkwaffe durch die Stabilisierungsflächen und den Antrieb in der Längsachse in Rotation versetzt. Dabei sorgte das Gyroskop für die Stabilisierung der Flugbahn. Während sowohl die Rakete wie auch das Ziel vom Radar verfolgt wurden, wurde die Lenkwaffe mit einem Radar-Leitstrahl zum Ziel geführt. Der Höhenmesser in der Rakete sorgte für den nötigen Sicherheitsabstand zwischen der Lenkwaffe und der Meeresoberfläche. Für den Zielanflug sank die Lenkwaffe auf eine Flughöhe von 3 m (Sea Skimming). Im optimalen Fall detonierte die Lenkwaffe beim Aufschlag an der Bordwand des Schiffes.
Alternativ konnte die Rakete auch manuell mit einem Joystick zum Ziel geführt werden. In diesem Fall musste ein Operateur die Rakete über einen Fernsehbildschirm ins Ziel lenken. Zur besseren Erkennbarkeit der Raketenflugbahn wurden nach dem Lenkwaffenstart am Heck Leucht-Fackeln gezündet.

## Varianten
- Sea Killer Mk. 1: Initialversion mit einer Reichweite von 10 km. Keine Serienproduktion.
- Sea Killer Mk. 2: Serienversion mit zusätzlichem Raketenbooster und einer Reichweite von 25 km.
- Sea Killer Mk. 3: Prototyp mit einer Reichweite von 50 km.[1]
- Marnier: Prototyp für den Einsatz ab Hubschraubern. Vorläufer der Marte-Lenkwaffe.[4]
- FL-6, Fadschr-e Darya: Nachbau aus dem Iran.[2]

## Einsatz
Die Sea Killer Mk. 2 kam während des Ersten Golfkriegs (Iran-Irak-Krieg) von Seiten der Streitkräfte des Irans zum Einsatz.

## Verbreitung
Die Sea Killer war bei vier Marinestreitkräften im Einsatz. Ab den 1990er Jahren wurde sie ausgesondert. Als letzter Betreiber stellte der Iran die Sea Killer im Jahr 2012 außer Dienst.
- Iran
- Italien – zu Testzwecken beschafft
- Libyen
- Peru
- Venezuela
- Vereinigtes Königreich – zu Testzwecken beschafft